# Pommernfeldzug 1715/1716
1. Phase: Schwedische Dominanz (1700–1709)
Dänischer Kriegsschauplatz (1700)
Humlebæk • Tönning I 
Livländ./ Estnischer Kriegsschauplatz (1700–1708)
Riga I • Jungfernhof • Varja • Pühhajoggi • Narva • Petschora • Düna • Rauge • Erastfer • Hummelshof • Embach • Tartu • Narva II • Wesenberg I • Wesenberg II
Ingermanländ./ Finnischer Kriegsschauplatz (ab 1701)
Archangelsk • Ladogasee • Nöteborg • Nyenschanz • Newa • Systerbäck • Petersburg • Wyborg I • Porvoo • Newa II • Koporje II • Kolkanpää
Litauisch-weißrussischer Kriegsschauplatz (1702–1706)
Vilnius • Saladen • Jakobstadt • Gemauerthof • Mitau • Grodno I • Olkieniki • Njaswisch • Klezk • Ljachawitschy
Polnischer Kriegsschauplatz (1702–1706)
Klissow • Pułtusk • Thorn • Lemberg • Warschau • Posen • Punitz • Tillendorf • Rakowitz • Praga • Fraustadt • Kalisch 
Russischer Kriegsschauplatz (1708–1709)
Grodno II • Golowtschin • Moljatitschi • Rajowka • Lesnaja • Desna • Baturyn • Koniecpol • Weprik • Opischnja • Krasnokutsk • Sokolki • Poltawa I • Poltawa II
2. Phase: Schweden in der Defensive (1710–1721)
Baltischer und Finnischer Kriegsschauplatz (bis 1714)
Riga II • Wyborg II • Pernau • Kexholm • Reval • Hogland • Pälkäne • Storkyro • Nyslott • Hanko 
Schwed./Norwegischer Kriegsschauplatz (1710–1721)
Helsingborg • Køge-Bucht • Bottnischer Meerbusen • Frederikshald I • Dynekilen-Fjord • Göteborg I • Strömstad • Trondheim • Frederikshald II • Marstrand • Ösel • Göteborg II • Södra Stäket • Grönham • Sundsvall
Norddeutscher Kriegsschauplatz (1711–1716)
Elbing • Wismar I • Lübow • Stralsund I • Greifswalder Bodden I • Stade • Rügen • Gadebusch • Altona • Tönning II • Stettin • Fehmarn • Wismar II • Stralsund II • Jasmund • Peenemünde • Greifswalder Bodden II • Stresow 
Im Pommernfeldzug 1715/1716 im Großen Nordischen Krieg eroberte ein alliiertes Heer, bestehend aus Preußen, Dänen und Sachsen, vom 1. Mai 1715 bis zum 19. April 1716 sämtliche noch in schwedischem Besitz befindliche bzw. kürzlich erst wieder in Besitz genommenem Gebiete in Vorpommern und an der Odermündung sowie die Stadt Wismar.
Hauptziel war die Eroberung der bis dahin bereits von den Alliierten dreimal erfolglos belagerten Festung Stralsund. Verschiedene, teilweise parallel verlaufende Kämpfe um die Inseln Rügen und Usedom, um Wismar und um die Seeherrschaft auf der Ostsee dienten als Vorbereitung dazu. Stralsund wurde am 23. Dezember 1715 und Wismar 19. April 1716 eingenommen. Stralsund wurde dänisch, kam aber bereits 1720 (Frieden von Frederiksborg) zusammen mit Rügen und dem pommerschen Festland nördlich der Peene an Schweden zurück, in dessen Besitz es noch fast ein Jahrhundert (bis 1815) verblieb. Gleichzeitig wurde auch die Herrschaft über Wismar von den Dänen wieder an Schweden zurückgegeben.
Dem Feldzug wohnten die gesamte Zeit über der dänische König Friedrich IV. und der preußische König Friedrich Wilhelm I. bei.

## Vorgeschichte

### Kriegshandlungen in Schwedisch-Pommern von 1711 bis 1714
Während des Nordischen Krieges (1700 bis 1721) drangen am 29. August 1711 erstmals dänische Truppen unter dem Kommando Königs Friedrichs IV. von Mecklenburg aus bei Damgarten in Schwedisch-Pommern ein. Die Schweden hatten hier nur 8.000 Mann unter Oberst Karl Gustav Düker stehen. Zu den Dänen stießen Anfang September 1711 russische und sächsische Truppen. Sie waren durch die Neumark und die Uckermark gekommen und vereinigten sich bald darauf mit dem dänischen Heer. Die zahlenmäßig unterlegenen Schweden beschränkten sich deshalb auf die Verteidigung der beiden Festungen Stettin und Stralsund sowie der Insel Rügen.

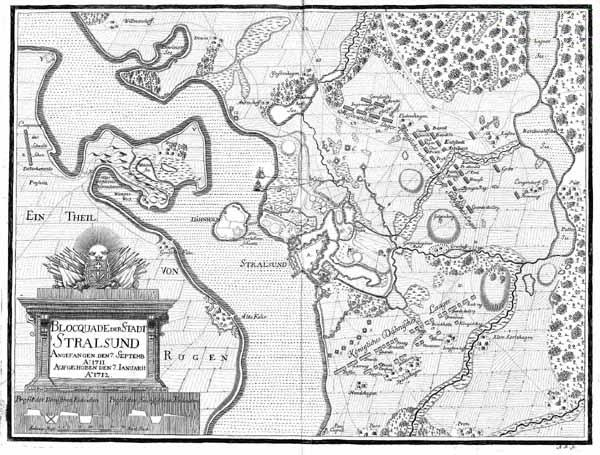
Erste Belagerung von Stralsund 1711 bis 1712

Ab dem 7. September 1711 kam es zu einer ersten Belagerung von Stralsund durch die verbündeten Heere. Jedoch fehlten der Belagerungsarmee schwere Artillerie und genügend Nahrungsmittel für die rund 30.000 Mann starke Truppe. Als am 8. Dezember 1711 zur Unterstützung Stralsunds 6.000 Schweden auf Rügen landeten, zogen sich die Verbündeten am 7. Januar 1712 nach über 17 Wochen Belagerung zurück und bezogen Winterlager in Mecklenburg.
Im Mai 1712 rückten erneut russische Soldaten in Pommern ein und es kam zur zweiten Belagerung von Stralsund, bei der die Verbündeten 7.000 Sachsen und 38.000 Russen aufboten. Die Belagerung scheiterte wieder, da am 26. September 1712 10.000 Mann unter Kommando des schwedischen Generals Magnus Stenbock auf Rügen landeten und die Eroberung Stralsunds unmöglich machten. Stenbocks Nachschub wurde jedoch bei der Vernichtung der schwedischen Transportflotte durch die Dänen versenkt. Gegen Ende des Jahres 1712 gelang es dem schwedischen General, die Verbündeten aus Pommern zurückzudrängen und den Krieg nach Mecklenburg und Holstein zu verlagern.
Nachdem die siegreichen Verbündeten aus Holstein wieder nach Pommern einmarschiert waren, erfolgte im Juni 1713 die dritte Belagerung von Stralsund. Diese wurde im Oktober erneut aufgehoben.
Im August 1713 begannen russische und sächsische Einheiten unter Führung des Fürsten Alexander D. Menschikow einen Angriff auf Stettin, welches über eine Garnison von 4.300 Mann verfügte. Die Stadt ergab sich am 19. September 1713, nachdem ein achtstündiges Bombardement der sächsischen Belagerungsartillerie große Teile der Stadt zerstört hatte. Am 6. Oktober 1713 marschierten, nach Verhandlungen und Zahlung von 400.000 Reichstalern an die Alliierten, preußische Truppen in Stettin ein. Schwedisch-Pommern war inzwischen bis auf Stralsund komplett von den verbündeten Dänen, Russen und Sachsen erobert und von Preußen als neutraler Macht besetzt worden.
Da der Schwedenkönig die Zustimmung zu jenem über seinem Kopf getroffenen Abkommen verweigerte, trat Preußen nach weitläufigen Verhandlungen aus seiner neutralen Haltung heraus und schloss zunächst am 12. Juni 1714 einen Vertrag mit Russland ab, in dem Preußen der endgültige Erwerb Vorpommerns bis zur Peene zugesichert wurde. Später folgten gleichlautende Verträge mit Dänemark, England (Hannover) und Sachsen.

### Rückkehr des schwedischen Königs Karl XII. im November 1714
Nachdem sich der schwedische König Karl XII. nach der verheerenden Niederlage in der Schlacht bei Poltawa 1709 fünf Jahre im Osmanischen Reich aufgehalten hatte, weilte er seit dem 11. November 1714 in der schwedischen Festungsstadt Stralsund. Ihm gelang es, die 2400 Kilometer von Rumänien (gehörte zum Osmanischen Reich) bis Pommern in 15 Tagen an einem Stück zurückzulegen (vgl. Gewaltritt Karls XII. von Pitești nach Stralsund). Von der Stadtbevölkerung umjubelt, war es unter Verkennung der Situation sein Ziel, die früheren Machtverhältnisse in Pommern wiederherzustellen. Unter seiner Führung wurde der Ausbau der Befestigungsanlagen, an dem bis zu 10.000 Menschen beteiligt waren, forciert. Zudem stellte er eine kleine, mangelhaft ausgerüstete, aber ihm ergebene Armee auf.
Im Januar eröffnete Karl XII. die Operationen und besetzte zur Sicherung der Stralsunder Festung die Süd- und Ostküste Rügens. Am 23. Februar 1715 nahm Karl XII. Wolgast ein, das von einem zwanzig Mann starken preußischen Posten besetzt war. Am 22. April landeten schwedische Truppen auf der Insel Usedom und überrumpelten eine kleine preußische Abteilung.
Daraufhin ließ Friedrich Wilhelm I. den schwedischen Gesandten ausweisen und gab die Anweisung zum Beginn des geplanten Feldzugs.

## Der Pommernfeldzug vom 1. Mai 1715 bis 19. April 1716

### Gliederung der alliierten Streitkräfte
Das alliierte Heer setzte sich aus den Streitkräften Preußens, Sachsens und Dänemarks zusammen. Preußen nahm innerhalb des Bündnisses aufgrund der numerischen Dominanz seiner Streitkräfte die Führungsrolle für die an Land auszuführenden Operationen ein. Die Dänen dagegen hatten aufgrund ihrer starken Kriegsflotte das Kommando zur See inne. Die drei Teilheere wurden von ihren jeweiligen Kommandanten immer in Abstimmung mit den anderen Alliierten geführt.

#### Preußen
Infanterie

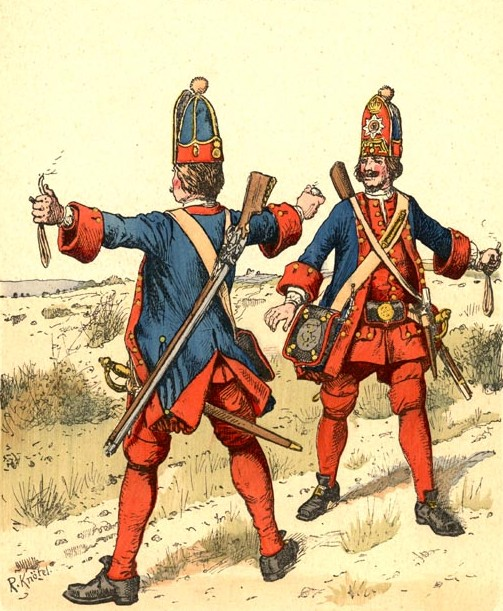
Preußische Grenadiere um 1715

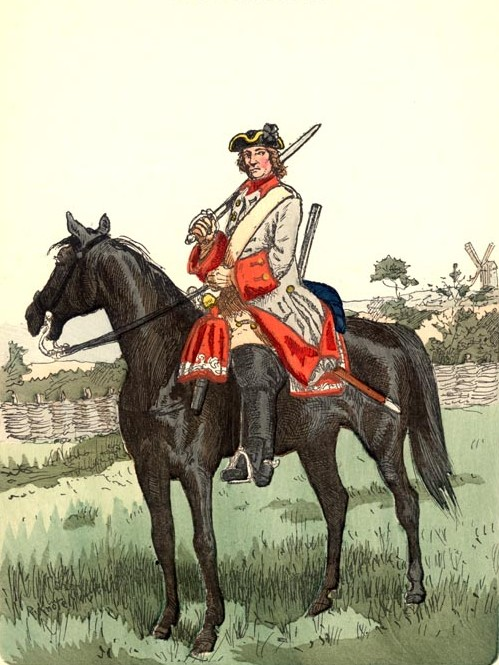
Preußischer Kürassier um 1715

- 36 Bataillone zusammen 25.299 Mann
- 1 Freikompanie (67 Mann)
- 1 Jägerkompanie (40 Jäger)

Kavallerie
- 40 Schwadronen zusammen 7.202 Mann

Ersatz
- 7 Bataillone, 15 Schwadronen zusammen 7.636 Mann

Feldartillerie
- 12 6-pfünder Kanonen
- 8 3-pfünder Kanonen
- 80 24-pfünder Kanonen (schwere Artillerie)
- 40 Mörser
- 2 Haubitzen
- 1 Mineurkorps (24 Mann)
- 1 Pontonierskorps (24 Mann)
- 20 Pontons

#### Sachsen
- 8 Infanterie-Regimenter
- 10 Kavallerie-Schwadronen
- 6 3-pfünder Kanonen
- zusammen 8000 Mann

#### Dänen
- 24 Infanterie-Bataillone
- 44 Kavallerie-Schwadronen
- zusammen 24.000 Mann

### Operationen bis zum Beginn der Belagerung Stralsunds
Das bis dahin neutrale Preußen erklärte am 1. Mai 1715 Schweden den Krieg. Zu dem Zeitpunkt waren nach den Rückeroberungen Karls XII. die befestigten Häfen Stralsund und Wismar, die Inseln Rügen und Usedom sowie einige kleinere Inseln in schwedischer Hand. Der Rest blieb von den Verbündeten besetzt.
Ab dem 1. Mai 1715 bezog das preußische Heer bei Stettin ein Feldlager, zu dem vierzehn Tage später ein sächsisches Korps von 8000 Mann unter dem General August Christoph von Wackerbarth hinzustieß. Das Oberkommando des preußischen Kontingentes übernahm König Friedrich Wilhelm I. selbst. Unter ihm führte der Feldmarschall Fürst Leopold I. von Anhalt-Dessau das Kommando. Der Feldmarschall war ein erfahrener Truppenführer, der bereits die preußischen Kontingente im Spanischen Erbfolgekrieg (1701–1714) kommandiert hatte.
Da der Vormarsch der Dänen sich verzögerte, kam es zunächst nur zu Plänkeleien der Voraustruppen an der Peene.
Erst in der zweiten Junihälfte trat die dänische Armee den Vormarsch durch Mecklenburg an. Eine dänische Abteilung von vier Bataillonen und zwölf Schwadronen unter dem Kommando des Generalleutnants Friedrich von Legardt schloss Wismar ein, den zweiten Stützpunkt der Schweden auf deutschem Boden, dessen Besatzung 2500 Mann zählte. König Friedrich Wilhelm I. verstärkte die Belagerungstruppen seinerseits durch zwei Bataillone und zwölf Schwadronen unter Kommando des Generalmajors von der Albe. Das Belagerungskorps zählte nun zusammen etwa 8000 Mann. Auf See blockierten zudem dänische Schiffe den Zugang zu Wismar.
Am 28. Juni brach schließlich die preußisch-sächsische Armee aus ihrem Lager bei Stettin auf.
Ohne auf Widerstand zu treffen, gingen die Preußen mittels einer Pontonbrücke bei Loitz, die Sachsen bei Jarmen über die Peene und vereinigten sich Mitte Juli mit den Dänen vor Stralsund. Diese gingen unter Kommando des Generalfeldmarschalls Karl Rudolf von Württemberg bei Damgarten über die Recknitz und trafen ebenfalls auf keine feindliche Gegenwehr.
Karl XII. hatte zuvor seine noch in Pommern verbliebenen Truppen nach Stralsund zurückgenommen, da er es aufgrund der numerischen und qualitativen Überlegenheit der alliierten Kräfte nicht auf eine Entscheidung in einer Feldschlacht ankommen lassen wollte. Namentlich seine Kavallerie war einer offenen Feldschlacht nicht gewachsen. Diese verfügte zum großen Teil über gar keine beziehungsweise nur über Bauernpferde, welche für einen Schlachteinsatz nicht geeignet waren.

### Operationen während der Belagerung Stralsunds

#### Belagerung, Seekrieg, Einnahme Usedoms

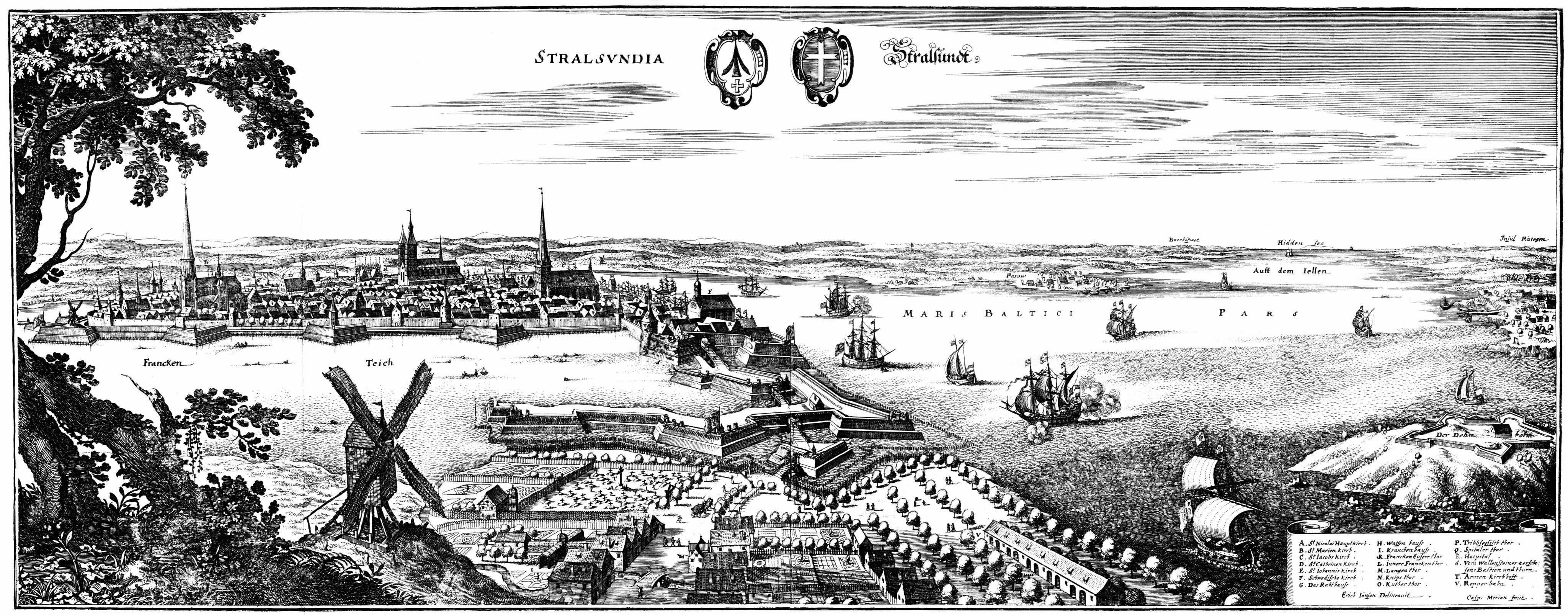
Stralsund um 1640

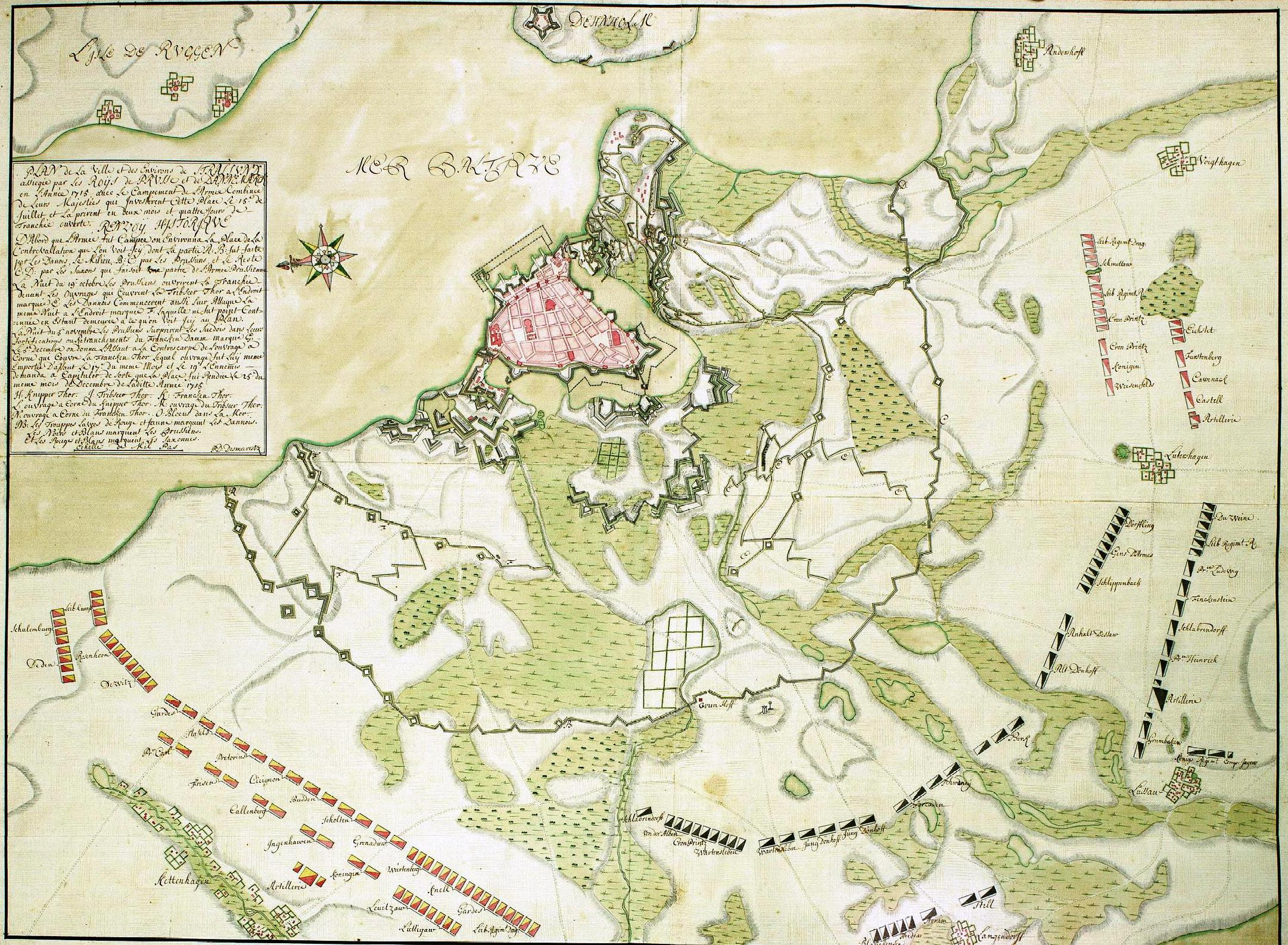
Schematische Darstellung der Belagerung von Stralsund 1715

Am 12. Juli 1715 vereinigten sich die drei alliierten Heere vor Stralsund, womit die Belagerung der Festung Stralsund begann.
Die am Meer gelegene und von der Landseite von großen Teichen umgebene Festung war nur auf drei Dämmen zugänglich, dem Frankendamm von Südosten, dem Tribseer Damm von Südwesten, und dem Knieperdamm, über den die Straße von Damgarten zur Stadt führte. Starke Außenwerke sicherten die Zugänge zu den Dämmen, vor dem Frankentor befand sich ein großes Außenwerk, welches zur Seeseite durch die befestigte Insel Dänholm gedeckt wurde. Dazu kamen Schutzwälle und reichlich vorhandene Kanonen. Vor den Belagerern dehnten sich zudem weite sumpfige Wiesen aus. In der Festung selbst befanden sich 15.000 Soldaten.
Den südlichen Abschnitt vor der Frankenfront übernahmen die Sachsen, den mittleren Abschnitt vor dem Tribseerwerk die Preußen und den nördlichen Abschnitt vor der Knieperfront die Dänen. Das alliierte Heer vor Stralsund war etwa 50.000 Mann stark und den Schweden personell mehrfach überlegen. Der Belagerung wohnten zudem die Könige von Preußen Friedrich Wilhelm I. und Dänemark Friedrich IV. bei. Um sich gegen schwedische Ausfälle zu schützen, errichteten die Verbündeten eine Verschanzungslinie. Bis zur Ankunft der Belagerungsartillerie im Oktober beschränkten sich die Belagerungstruppen auf eine Blockade. Die Truppen bauten – sich auf eine längere Belagerungszeit einrichtend – Unterkunftsbaracken.
Vorbedingung für die Einnahme Stralsunds war die Eroberung Rügens. Um eine Landung der Alliierten auf Rügen zu verhindern, versenkten schwedische Marineeinheiten im Juli eine Reihe von beschlagnahmten Handels- und Fischereifahrzeuge im Greifswalder Bodden südöstlich der Insel Rügen. Die bei dem flachen Wasser ohnehin schon schwierige Einfahrt in den Greifswalder Bodden wurde nun durch die versenkten Schiffe noch mehr beengt. Um eine vollständige Sperrung der Bucht zu erreichen, ließ Karl XII. die auf der Nordwestspitze Usedoms gelegene Peenemünder Schanze und die der Peenemündung vorgelagerte kleine Insel Ruden befestigen und mit starken Garnisonen besetzen.
Währenddessen traf eine dänische Flottille unter dem Vizeadmiral Sehested, bestehend aus flachgehenden Prahmen und Galeoten, bei der Greifswalder Oie ein. Der anschließende dänische Durchbruchsversuch gegen die Insel Ruden wurde durch ein schwedisches Geschwader von acht Kriegsschiffen, das beim Ruden lag, vereitelt.
Nachdem eine 22 Linienschiffe starke schwedische Flotte das Gewässer erreicht hatte, sah sich der dänische Admiral Sehested am 21. Juli genötigt, in das flache Gewässer an der Küste von Usedom zu flüchten und am Vinetariff zu ankern, um von dort aus um Hilfe zu ersuchen.
Zudem waren einige flachgehende schwedische Kriegsschiffe in das Stettiner Haff eingedrungen und kreuzten vor der Odermündung. Dabei wagten sie sich bis in die Nähe von Stettin.
Die weitere Planung der Verbündeten sah vor, die in schwedischem Besitz befindliche Insel Usedom zu erobern. Der Besitz von Usedom war notwendig, um die für Stralsund vorgesehene schwere Artillerie von Stettin zu Wasser über das Haff nach Anklam zu bringen.
General von Arnim erhielt den Auftrag, Usedom von den Schweden zurückzuerobern. Er erzwang am 31. Juli früh mit 800 Reitern und 2000 Mann Infanterie den Übergang über die Swine. Am Swineübergang befanden sich etwa 600 schwedische Soldaten. Diese wurden von der preußischen Kavallerie attackiert und zersprengt und 300 Schweden gefangen genommen. Weit schwieriger gestaltete sich für das preußische Korps der Angriff auf die Peenemünder Schanze, die von der Landseite her nur über sumpfiges Gelände zu erreichen war. Die schwedische Besatzung der Schanze zählte 450 Mann.
Zunächst musste Belagerungsartillerie herangeschafft werden. Die im Haff operierenden schwedischen Kriegsschiffe zogen sich nun, um einer alliierten Blockade des Haffs zu entgehen, schleunigst auf die offene See zurück und vereinigten sich mit dem schwedischen Geschwader vor der Insel Ruden. Dieses geriet am 8. August 1715 in eine Seeschlacht mit der inzwischen eingetroffenen gesamten dänischen Kriegsflotte. In der Seeschlacht bei Jasmund warf die versammelte dänische Kriegsflotte aus der Bucht Tromper Wiek heraus die schwedische Flotte bis nach Bornholm zurück. Diese Seeschlacht soll der schwedische König Karl XII. vom Königsstuhl aus, einem 117 Meter hohen Aussichtspunkt, beobachtet haben. Als Folge des Seegefechts war die Kraft der Schweden zur See gebrochen und die Flotte musste sich dauerhaft nach Karlskrona zurückziehen. Lediglich eine kleinere schwedische Flottille erhielt den Verkehr zwischen Stralsund und der Insel Rügen aufrecht. Zudem vereinigte sich unter dem Oberkommando des Admirals Rabe ein englisches Flottengeschwader mit der dänischen Flotte, die jede Verbindung zwischen dem Königreich Schweden und Schwedisch-Pommern verhinderte. Als weitere Folge wurde die bei Usedom eingesperrte Flottille Sehesteds wieder frei.
Da sich die Belagerungsarbeiten vor der Peenemünder Schanze aufgrund der Bodenbeschaffenheit in die Länge zu ziehen schienen, befahl der König dem General von Arnim, die Schanze im Sturm zu nehmen. Dieser Angriff wurde am 22. August 1715 unter großen Verlusten der angreifenden Truppen durchgeführt. Drei Sturmkolonnen, insgesamt 1000 Mann (darunter 300 mit Granaten ausgerüstete Grenadiere), drangen bei Tagesanbruch trotz heftigen Widerstands in das Werk ein. Ein großer Teil der verzweifelt kämpfenden Besatzung wurde getötet, der Rest gefangen genommen. Die Angreifer hatten in dem Gefecht Verluste von 155 Toten und 458 Verwundeten erlitten, – Zahlen, die für die Heftigkeit des Kampfes sprechen.
Am 25. September 1715 griffen dänische Seestreitkräfte unter Vizeadmiral Sehested die Sperre im Neuen Tief an. Durch den Verrat eines ehemals in schwedischen Diensten gewesenen Lotsen gelang dabei den dänischen Schiffen das Durchbrechen der Sperre und die Einfahrt in den Greifswalder Bodden. Dadurch und durch die Eroberung Usedoms Ende August konnte die für Stralsund vorgesehene Belagerungsartillerie von Stettin durch die Peene nach Anklam verlegt werden. Von Anklam aus wurde der Nachschub teils auf dem Landweg, teils zur See über Greifswald in das Lager vor Stralsund geleitet.
Im Oktober traf schließlich die für die Beschießung vorgesehene schwere Artillerie ein. Am 18. Oktober wurden die Laufgräben vor Stralsund eröffnet. Am 3. November gelang es, die Schanzen vor dem Frankentor einzunehmen, nachdem ein Stoßtrupp unerwarteterweise von der Wasserseite her angegriffen hatte und die 800 Mann starke Besatzung bezwingen konnte. Unter dem Kommando des ortskundigen Oberstleutnants Maximilian August Köppen († 1717) hatten 1700 Freiwillige die schwedischen Verteidigungsstellungen umgangen, indem sie eine den Schweden unbekannte Sandbank bei Niedrigwasser überquerten. Von der überraschten Besatzung des Werkes, die gleichzeitig von anderen Truppen an der Front angegriffen wurde, entkamen nur wenige. Köppen wurde für seine Tat von Friedrich Wilhelm I. zum Generaladjutanten befördert, geadelt und mit Anna Luise von Bredow aus einer alteingesessenen havelländischen Adelsfamilie verheiratet, starb aber an einer während der Aktion zugezogenen verschleppten Erkältung.

#### Eroberung Rügens
Nach dem Einschluss Stralsunds von der Landseite her, der erfolgreichen Überwindung der Seeblockade und der Einnahme Usedoms waren die Voraussetzungen für die von den verbündeten Dänen, Preußen und Sachsen längst beabsichtigte Landung auf der Insel Rügen gegeben. Die Kontrolle über Rügen war deshalb so wichtig, weil die befestigte Stadt Stralsund Nachschub und Truppenunterstützung nur von Rügen beziehen konnte. In den zuvor von den Dänen, Sachsen und Russen unternommenen drei Belagerungen von 1711 bis 1713 war die fehlende Kontrolle über Rügen eine der Hauptursachen für das Scheitern gewesen.
Für die Eroberung Rügens setzten die Alliierten eine große Streitmacht in Bewegung. Mitte Oktober trafen die Transportfahrzeuge bei Greifswald ein. Für die Unternehmung wurde ein Korps mit 24 Bataillonen, 35 Schwadronen und 26 Geschützen (zusammen 19.000 Mann Infanterie und 3.500 Mann Kavallerie) gestellt. Die Dänen stellten davon 10 Bataillone und 16 Schwadronen. Die Preußen hatten 19 Bataillone und 15 Schwadronen vor Ort, die Sachsen verfügten über 4 Bataillone und 2 Schwadronen.
Der preußische General Fürst Leopold I. von Anhalt-Dessau hatte das Oberkommando über dieses Korps. Unter ihm standen zwei Generale (der dänische General Dewitz als Kommandeur der Kavallerie und kursächsische General Wilcke als Kommandeur der Infanterie).
Die Schweden hatten eine Garnison von 4500 Männern auf der Insel stationiert, angeführt von König Karl XII. Sie bestand aus zwölf Kavallerieschwadronen und fünf Infanteriebataillonen. Zusätzlich verfügten die Schweden über zwölf Kanonen. Das alliierte Invasionsheer versammelte sich Ende Oktober bei Greifswald. Ab dem 8. November wurde mit dem Verladen der Truppen in Ludwigsburg begonnen. Die Könige von Preußen und Dänemark Friedrich Wilhelm I. und Friedrich IV. nahmen ebenfalls an der Landung teil. Am 11. November schließlich setzte sich die 500 Fahrzeuge starke Invasionsflotte unter dem Schutz der dänischen Flotte unter Admiral Sehested von Greifswald aus Richtung Rügen in Bewegung. Die Flotte segelte Richtung Palmer Ort (südlichster Punkt der Insel) in der Nähe von Grabow. Allerdings war es nicht die Absicht der Alliierten, bei Palmer Ort zu landen, da dort die gesamte schwedische Garnison unter dem Kommando des schwedischen Königs Karl XII. bereitstand. Ursprünglich wollte man an einer nicht verteidigten Stelle weiter östlich der Insel landen, allerdings kam schwerer Sturm auf, und die Flotte war gezwungen, bis zum 15. November beizudrehen, bis wieder günstiger Wind aufkam.

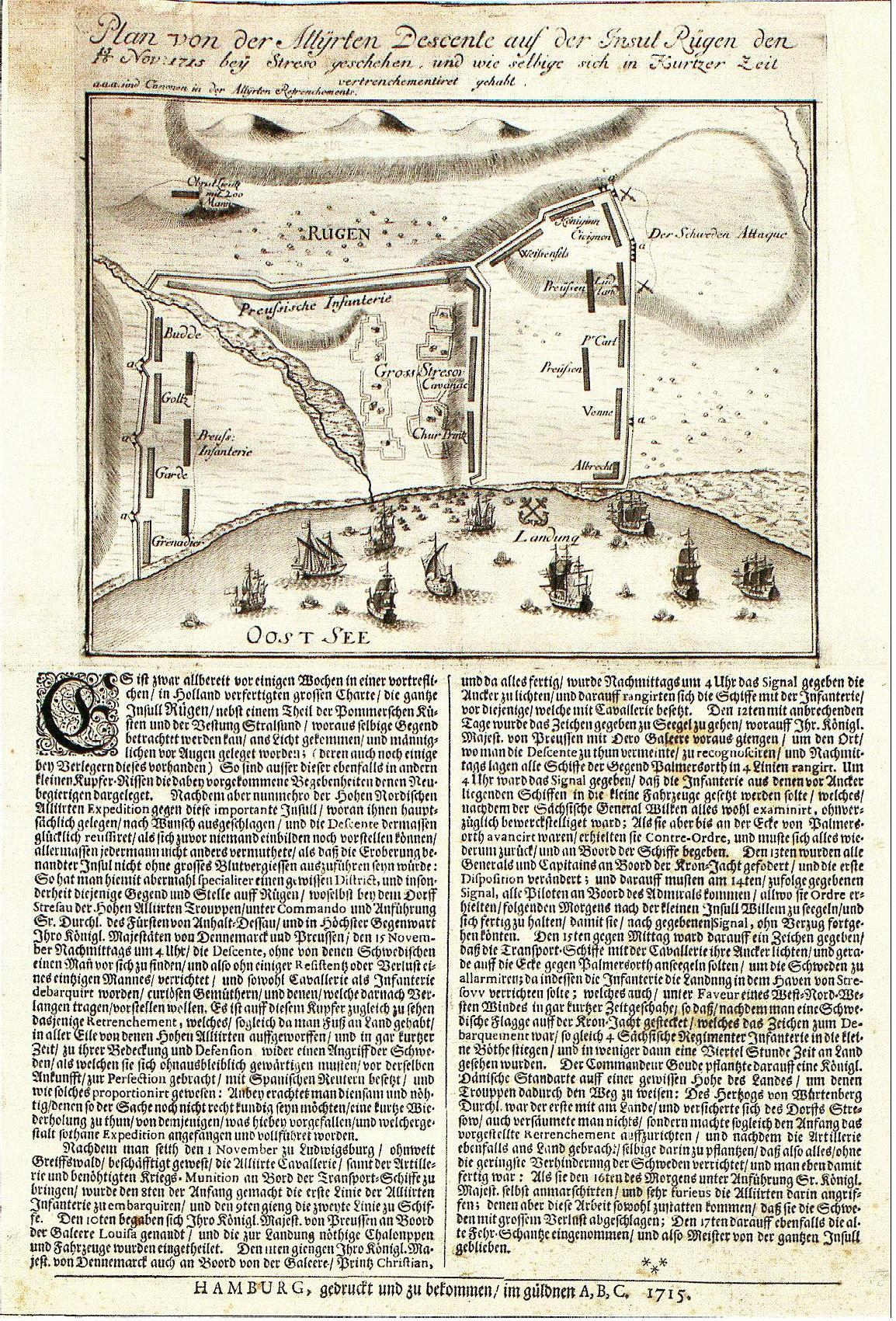
Schematische Darstellung der Landung und Aufstellung der Alliierten bei Stresow und des Angriffspunktes der darauffolgenden schwedischen Attacke

Die Schiffe mit der Kavallerie ankerten zeitweise bei Palmer Ort, um den Schweden mit einer potentiellen Landung an dieser Stelle zu drohen. General Sehested segelte mit der Infanterie Richtung Nordost nach Stresow am Greifswalder Bodden. Die Schweden nahmen dies aufgrund des Regens und des Nebels nicht wahr. Nach der Ankunft bei Stresow gab er den verbliebenen Schiffen der Kavallerie das Signal, ihm zu folgen. Als Karl XII. sah, dass die Schiffe der Kavallerie wegsegelten, wartete er nicht, sondern brach sofort mit einer 2000 Mann starken Streitmacht nach Stresow auf.
Am 15. November erfolgte bei schlechtem Wetter die Landung des Invasionsheeres bei Stresow.
Die Truppen wurden schnell entladen. Nur eine kleine Gruppe schwedischer Dragoner war dort aufgestellt. So trafen die landenden Truppen auf keinen Widerstand. Innerhalb von zwei Stunden konnten 10.000 Mann Infanterie zusammen mit der Artillerie landen. Sofort begann man unter Führung des Fürsten Leopold von Anhalt-Dessau mit Schanzarbeiten und der Errichtung von Hindernissen und Spanischen Reitern. Am Abend waren diese Arbeiten bereits weitgehend beendet. Die Entladung der Kavallerie ging langsamer vonstatten als die der Infanterie. Bis zum Einbruch der Nacht waren nur fünf Schwadronen Kavallerie ausgeladen worden. Bei der Landung wurden viele Soldaten nass. So wurden während der Nacht viele Feuer entzündet, um die Kleider zu trocknen. Diese Feuer machten es allerdings auch für die Schweden einfacher, das landende Korps zu orten und sich zu orientieren.
Die Taktik Karls XII. bestand darin, eine konzentrierte Attacke an einem einzigen Punkt durchzuführen, durch die Verteidigungslinien durchzubrechen und die feindliche Streitmacht von der Seite her aufzurollen, genauso wie er es schon 15 Jahre vorher beim Sieg in der Schlacht bei Narva getan hatte. Der Punkt, den sich Karl XII. für die Attacke aussuchte, wurde vom dänischen Jyske-Regiment verteidigt. Zwischen drei und vier Uhr am Morgen griffen die Schweden an. Sie formierten eine schmale tiefe Kolonne aus zwei Infanteriebataillonen, während ihre Artillerie Position bezog. Dänische Pikeniere entdeckten die Kolonne und schlugen Alarm.
Als die Kolonne schließlich angriff, empfing sie heftiges Musketenfeuer. Ohne einen Schuss abzugeben, drang die schwedische Infanterie voran. Sie überwanden die Spanischen Reiter und sprangen über den aufgeschütteten Erdwall. Die Attacke traf das dänische Jyske-Regiment mit solch einer Heftigkeit, dass es für einen Moment wankte. Doch es erholte sich schnell und eröffnete ein heftiges Gegenfeuer. Sehr bald erhielten die Dänen weitere Truppenunterstützung. So konnten die Schweden zurückgeworfen werden. König Karl XII. hatte währenddessen eine Position bei den Spanischen Reitern eingenommen und formierte seine Truppen aufs Neue für einen Vorstoß. Wiederum empfing die Schweden ein starkes Musketenfeuer und nach einem kurzen Nahkampf wurden sie wieder zurückgedrängt. Obwohl angezweifelt, soll Karl XII. in diesem Moment „Gibt es keinen Gott mehr an meiner Seite?“ ausgerufen haben. 15 Minuten nachdem die Schlacht begonnen hatte, befahl Fürst Leopold von Anhalt-Dessau General Dewitz einen Angriff mit den fünf preußischen und sächsischen Kavallerieschwadronen auf die schwedische Flanke. Die Attacke wurde jedoch durch die schwedische Kavallerie abgewehrt. Der blutige Kampf ging weiter, entwickelte sich mit der Zeit aber zu einer Rückzugsschlacht der gesamten schwedischen Streitmacht aufgrund des intensiven Gegendrucks. Der König selbst lag verwundet unter seinem Pferd, getroffen von einer Musketenkugel in seiner Brust. Nur mit Schwierigkeiten konnte er im letzten Moment geborgen werden.
Die Verluste der Schlacht, die kaum über eine Stunde dauerte, waren groß. Die Schweden verloren ihre gesamte Artillerie, die Infanterie war praktisch vernichtet. Vier Generäle waren tot beziehungsweise tödlich verwundet. Die Schweden hatten insgesamt 500–600 Tote und Verwundete zu beklagen, während bei den Dänen, die in dem Infanteriegefecht die Hauptlast der Kämpfe zu tragen hatten, 93 Soldaten tot oder verwundet waren. Die Sachsen zählten im Kavalleriegefecht 36 Tote und Verwundete, die Preußen 49 Tote und Verwundete.
Nach der Schlacht zogen sich die Schweden in eine Befestigungsstellung bei Altefähr zurück, unter deren Schutz sie sich nach Stralsund einschifften. Trotzdem desertierten 1200 schwedische Soldaten. Inzwischen waren die alliierten Truppen den Schweden gefolgt. Einen Tag später, am 17. November 1715, kapitulierten die letzten verbliebenen schwedischen Kräfte auf Rügen. Vier Generäle, 99 Offiziere und 549 Mannschaften gingen in Gefangenschaft.
Da Rügen den Verträgen nach an Dänemark fallen sollte, blieben 4 Bataillone und 12 Schwadronen der Dänen auf der Insel, die übrigen Truppen kehrten zum Festland zurück.

#### Der Fall Stralsunds

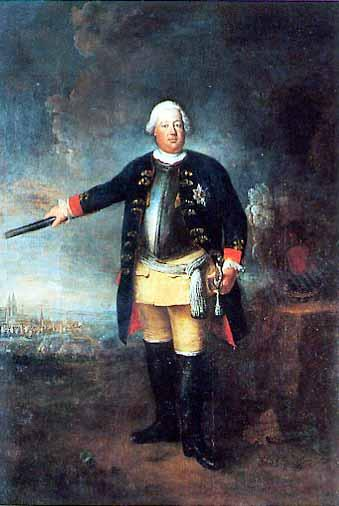
König Friedrich Wilhelm I. als Feldherr vor dem belagerten Stralsund (1715)

Nach der Eroberung der Insel wurden alle Kräfte auf die Eroberung der Stadt Stralsund konzentriert. Die Lage der Stadt war indessen durch den Verlust Rügens nahezu aussichtslos geworden. Die Verteidiger erlitten hohe Verluste durch die Kugeln der in den Laufgräben verteilten preußischen Jäger. Am 1. Dezember 1715 begann das Bombardement Stralsunds. Daraufhin bat der Bürgermeister von Stralsund den schwedischen König erfolglos, die Stadt kampflos der Allianz zu übergeben, um noch größere Verluste der Stadt zu verhindern. Eine Woche später hatten die Preußen sämtliche Außenwerke gestürmt. Eine Stellung nach der anderen wurde genommen, schwedische Ausfälle wurden zurückgeschlagen. Am 17. Dezember 1715 konnte das letzte wichtige, vom schwedischen König persönlich verteidigte Hornwerk (Frankenwerk) erobert werden. Ein am darauffolgenden Tag unternommener Rückeroberungsversuch Karls XII. scheiterte.
In der Nacht zum 22. Dezember, als die alliierten Geschütze gangbare Breschen in den Festungswall geschlagen hatten, die Gräben durch die einsetzende Kälte zugefroren waren und der Großangriff bevorstand, floh Karl XII. mit drei Begleitern aus der belagerten Festung, um einer Gefangennahme zu entgehen. Sie kamen in einer kleinen Yacht über den teilweise zugefrorenen Strelasund in Richtung Hiddensee zu der letzten vor Ort befindlichen Fregatte und erreichten sicher Trelleborg in Schweden, obwohl Peter Wessel Tordenskiold mit seiner Flotte in den Gewässern kreuzte und versuchte, sie gefangen zu nehmen. Zwei Tage später, am 24. Dezember 1715, kapitulierte Stralsund vor den Alliierten.

### Operationen nach der Belagerung Stralsunds
Am 26. Dezember zogen der preußische und der dänische König an der Spitze ihrer Truppen in Stralsund ein. Die schwedischen Truppen gingen allesamt in Gefangenschaft, wurden aber nach ein paar Monaten wieder entlassen beziehungsweise traten in alliierte Dienste über. So traten allein am 1. Juni 1716 über 600 schwedische Gefangene in das preußische Infanterieregiment Nr. 18 ein.
Nach der Einnahme der Stadt ließ sich der dänische König Friedrich IV. nach Übereinkunft mit König Friedrich Wilhelm I. in Stralsund huldigen. Stralsund gelangte so für fast fünf Jahre an das Königreich Dänemark.
Die Belagerung Wismars, zu der am 2. November noch zwei Bataillone und vier Schwadronen aus Hannover eintrafen, zog sich den Winter über hin und führte bei den Belagerungstruppen wegen der strengen Kälte zu großen Beschwerden.
Nach zehnmonatiger Belagerung wurde schließlich am 19. April 1716 Wismar durch preußische und hannoversche Truppen erobert. Damit fiel auch der letzte schwedische Besitz in Norddeutschland in feindliche Hände. Die Festung von Wismar wurde danach geschleift.

## Folgen des Feldzugs

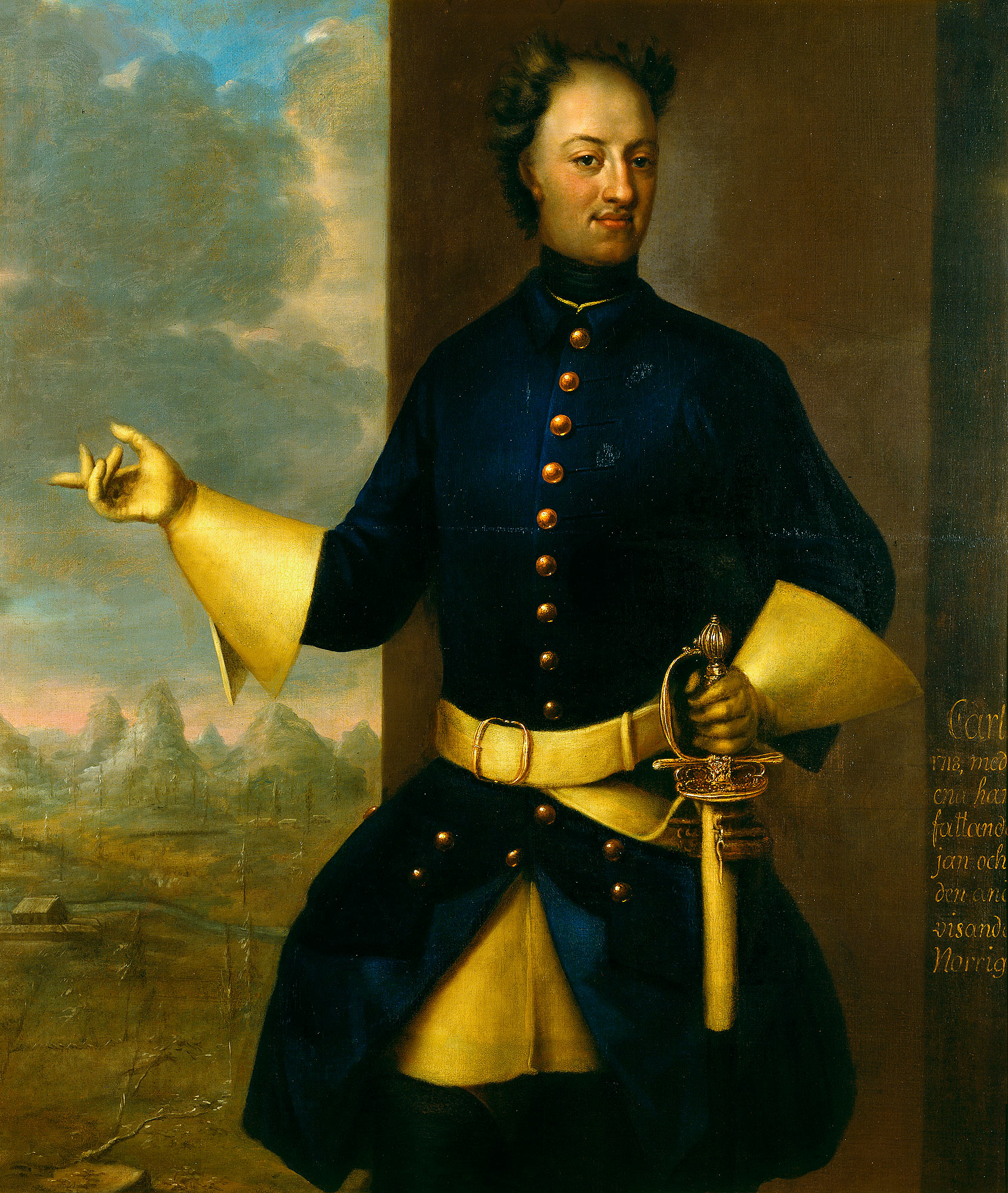
König Karl XII., um 1715

Karl XII. führte nach seiner Rückkehr nach Schweden noch drei Jahre Krieg gegen Dänemark, betrat aber nie wieder deutschen Boden. Im Dezember 1718 fiel der schwedische König bei der Belagerung der norwegischen Festung Frederikshall. Danach schied Schweden für immer aus der Reihe der europäischen Großmächte aus. Für Preußen entfiel durch den Sieg jeglicher militärisch-politischer Druck aus dem Norden.
Im Frieden von Stockholm vom 21. Januar 1720 kam es zum Friedensschluss zwischen Preußen und Schweden. Als Ergebnis trat Schweden die Stadt Stettin mit dem Gebiet zwischen Oder und Peene, die Inseln Wollin und Usedom, sowie das Frische Haff und die Mündungen der Swine und Dievenow an das Königreich Preußen ab. Als Entschädigung erhielt Schweden eine Summe von zwei Millionen Reichstaler von Preußen ausgezahlt. Eine Abtretung Vorpommerns nördlich der Peene konnte Schweden vermeiden, so dass es seine faktisch schon verlorene Herrschaft dort wieder errichten konnte und Stralsund bis 1815 bei Schweden verblieb. Im Frieden von Frederiksborg am 3. Juli 1720 schloss Schweden Frieden mit Dänemark, musste jedoch seinem einstigen Kriegsgegner 600.000 Reichstaler Kriegsentschädigung zahlen.

## Sonstiges

### Der Soldatenkönig und seine Langen Kerls
Als sich am 12. Juli 1715 die alliierten Heere vor Stralsund zur Belagerung vereinigten, machte der anwesende dänische König seinem preußischen Amtskollegen eine besondere Freude, indem er dem Soldatennarren Friedrich Wilhelm I. sechs groß gewachsene Grenadiere für sein privates Königsregiment übergab.
Dieses Regiment bestand aus für damalige Zeiten ungewöhnlich groß gewachsenen Soldaten, den sogenannten Langen Kerls. Eigens dafür sandte der Preußenkönig Werber in alle Richtungen Europas aus, um möglichst vielen großen Männern (ab 1,88 Meter) in Europa habhaft zu werden. Für dieses Steckenpferd war der sonst so sparsame König bereit, viel Geld auszugeben. An den europäischen Herrscherhäusern war diese Schwäche des Königs bekannt, so dass, wenn es zu diplomatischen Verhandlungen mit dem König kam, immer eine kleine Anzahl großer Männer als „Geschenk“ für den König übergeben wurde, in der Erwartung, den König damit bestechen zu können. Der König ließ sich dadurch tatsächlich einige Male für die Ziele seiner Partner einspannen und übersah dabei, dass er selbst korrumpiert worden war.

### Die Flucht Karls XII.
Der teilweise zugefrorene Strelasund verlangsamte das Entkommen der vier Bootsinsassen an jenem 23. Dezember. So zog sich das Fortkommen den ganzen Tag hin. Dies war für alle weithin sichtbar und klar in seiner Bedeutung für die zurückgebliebenen Belagerten. Der König von Dänemark sah es und befahl eine Batterie Artillerie in Stellung zu bringen, um auf die Flüchtlinge schießen zu lassen. Der dänische König wollte Karl XII. auf keinen Fall entkommen lassen. Entweder würde er in Stralsund gefangen oder getötet werden.
Es wird erzählt, dass der preußische König Friedrich Wilhelm I., der den schwedischen König wegen seiner soldatischen Tugenden sehr schätzte, geduldig mit dem dänischen König stritt, das Feuer auf den schwedischen Monarchen einstellen zu lassen. Als die Batterie dennoch weiter schoss, ließ der Soldatenkönig ein preußisches Regiment vor den Mündungen der Batterie aufmarschieren. Dabei soll er ausgerufen haben: „Zuvor müsst ihr uns erschießen.“

### Gedenkstätten der Belagerung von Stralsund

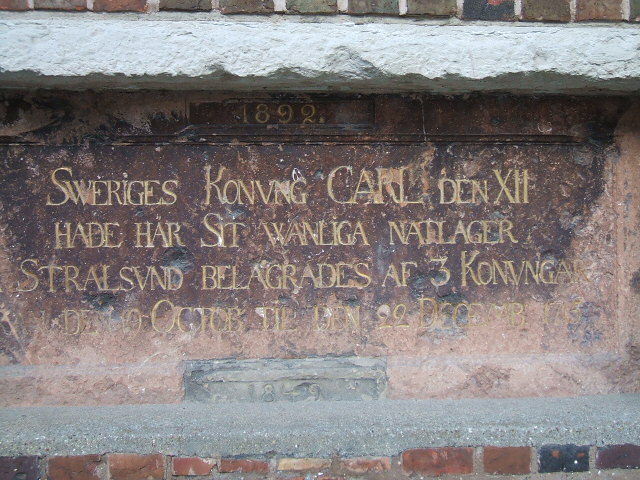
Gedenkplatte für König Karl XII.

Der schwedische König Karl XII. soll sich bei der Verteidigung Stralsunds 1715 gegen preußische, sächsische und dänische Truppen des Öfteren in einer Mauernische des Frankentores zur Ruhe gelegt haben. Daran erinnert eine aus schwedischem Kalkstein gefertigte Tafel mit der Inschrift
SWERIGES KONVNG CARL DEN XII HADE HÄR SIT WANLIGA NATLÄGER DÅ STRALSUND BELÄGRADES AF 3 KONVNGAR FRÅN DEN 19 OCTOB: TIL DEN 22 DECEMB: 1715
„Schwedens König Karl XII. hatte hier sein gewöhnliches Nachtlager, als Stralsund von drei Königen belagert wurde vom 19. Oktober bis zum 22. Dezember 1715.“